# Terphothrix tarsalis
Terphothrix tarsalis är en fjärilsart som beskrevs av Walker 1855. Terphothrix tarsalis ingår i släktet Terphothrix och familjen tofsspinnare. Inga underarter finns listade i Catalogue of Life.